# شمعدانی براق
شمعدانی براق (نام علمی: Geranium lucidum) نام یک گونه از سرده شمعدانی است.